# Alocasia boyceana
Alocasia boyceana är en kallaväxtart som beskrevs av Alistair Hay. Alocasia boyceana ingår i släktet Alocasia och familjen kallaväxter. Inga underarter finns listade.